# 菲爾莫爾 (伊利諾伊州)
菲爾莫爾（英語：Fillmore）是位於美國伊利諾伊州蒙哥馬利縣的一個村落。

## 地理
菲爾莫爾的座標為39°06′57″N 89°16′38″W / 39.11583°N 89.27722°W，而該地最高點為海拔高度192米（即630英尺）。

## 人口
根據2010年美國人口普查的數據，菲爾莫爾的面積為2.62平方千米，當中陸地面積為2.62平方千米，而水域面積為0.00平方千米。當地共有人口330人，而人口密度為每平方千米125人。